# BAUHAUS
A Bauhaus svájci székhelyű barkácsáruházlánc. Neve a német bauen (építeni) és Haus (ház) szavak összetételéből származik, de utal a Bauhaus-iskolára és az alapító Heinz-Georg Bausra is. Első üzlete Mannheimben, Nyugat-Németországban nyílt meg 1960-ban.
250 üzletével Ausztriában, Bulgáriában, Csehországban, Dániában, Észtországban, Finnországban, Hollandiában, Horvátországban, Izlandon, Luxemburgban, Magyarországon, Norvégiában, Spanyolországban, Svédországban, Szlovákiában, Szlovéniában és Törökországban van jelen.

## Története
A BAUHAUS a ház, a kert és a kivitelezés szakkereskedőjeként 1960-ban nyitotta meg első szakáruházát Mannheimben, Németországban. A vállalatot Heinz-Georg Baus (1934–2016) alapította, aki egy fedél alatt egyesítette az egyes szaküzletek árukínálatát, továbbá az önkiszolgálás révén egészen új vásárlói érzést biztosított. A BAUHAUS első, 25 000 termékcsaládot kínáló, önkiszolgáló szakáruháza házhoz szállítási szolgáltatást és az áruház előtt parkolóhelyeket kínált a vásárlóknak. Mannheim után Heidelbergben és Karlsruhéban nyílt szakáruház, 1967-ben pedig Nyugat-Berlinben. A kilencvenes évek végéig a terjeszkedés elsősorban Németországra koncentrálódott. Az első, Németországon kívüli szakáruház 1972-ben, Ausztriában nyitotta meg kapuit. A skandináv piacra lépést követően 1988-ban, Dániában nyílt szakáruház; 1993-ban, a csehországi szakáruház megnyitásával pedig a BAUHAUS Kelet-Európában is megjelent. A BAUHAUS 2018 februárjában Európa 19 országban több mint 260 szakáruházzal van jelen. Az anyavállalat központja továbbra is Mannheimban található.

## Szervezet
A tőzsdén nem jegyzett családi részvénytársaság 1960 óta van jelen a „csináld magad” üzletágban, más barkácsláncokkal ellentétben a BAUHAUS leányvállalatai nem franchise rendszerben működnek, hanem regionális vállalatokon keresztül. A céginformációk szerint az új szakáruházakat külső alapok nélkül finanszírozzák, és a csoport tulajdonában vannak.

## Termékek és szolgáltatások

### Termékek
A BAUHAUS a szakáruházaiban 15 különböző osztályon több mint 120 000 termék érhető el:
Az osztályok részletesen:
- Szerszámgépek és szerszámok
- Építőelemek - építőanyagok (DRIVE-IN ARENA)
- Faáruk (beleértve a parkettát, laminált padlókat és egyéb falburkolókat)
- Vasáruk
- Elektromos készülékek, elektromos szerelési anyagok
- Lámpák
- Festékek
- Csempék
- Szanitertermékek és szerelvények / fürdőszobai kiegészítők / fűtés
- Fürdők Világa
- Kerti bútorok, növények és kerti gépek (Városi kert osztály)
- Lakásdekoráció (függönyök, árnyékolók, tapéták, szőnyegek, belső dekorációk)
- Autófelszerelés
- Háztartás
- Tárolás

### Szolgáltatások
- Drive-in Arena: A nagyobb tételben vásárlók számára biztosított terület, ahol autójukat bevásárlókocsiként használva haladhatnak végig és szerezhetik be a szükséges termékeket.[3]
- Gépkölcsönzés[4]
- Fürdők Világa: Fürdőszobákat tervez és kivitelez, illetve bemutatók formájában mintákat ad.[5]

## Szakáruházak megjelenése
A BAUHAUS logója az 1980-as évektől a következő: három egymásba kapcsolódó, stilizált ház, amely meghatározza mindegyik szakáruház bejáratát Európában. Egy-egy szakáruház átlagos területe 20 000 m², egy széles folyosó választja el az egyes értékesítési területeket és osztályokat egymástól.

## Jelenléte Magyarországon
A BAUHAUS 2007. október 18-án nyitotta meg első szakáruházát Dunakeszin, amelyet a szigetszentmiklósi szakáruház követett 2007. december 27-én, majd 2011. június 18-án, Maglódon nyitott meg a harmadik szakáruház. A webshop 2016 őszétől érhető el.

### Áruházai Európában
A BAUHAUS Európa 19 országában 260 szakáruházzal van jelen (Németország, Svájc, Ausztria, Dánia, Észtország, Finnország, Svédország, Norvégia, Horvátország, Szlovénia, Bulgária, Törökország, Spanyolország, Csehország, Szlovákia, Hollandia, Luxemburg, Izland és Magyarország).

### Áruházai Magyarországon
Magyarországon, Budapest környékén a BAUHAUS három szakáruházzal rendelkezik, ezek Dunakeszin, Szigetszentmiklóson és Maglódon található. Az országos lefedettség a webáruház révén biztosított. Épülő áruházak Magyarországon: A tervek szerint Győrben (A budaörsi áruházról nincs semmi  információ: Budaörsön) fog megnyílni a BAUHAUS negyedik szakáruháza Magyarországon.

## Társadalmi szerepvállalás
- Women's Night: A BAUHAUS által indított program keretében a hölgyek számára szervez ingyenes tanfolyamokat, ahol a lakásfelújítással kapcsolatos szakmák fogásait sajátíthatják el.[11]

## Fordítás
- Ez a szócikk részben vagy egészben  a   Bauhaus (Baumarkt) című német Wikipédia-szócikk fordításán alapul.  Az eredeti cikk szerkesztőit annak laptörténete sorolja fel. Ez a jelzés csupán a megfogalmazás eredetét és a szerzői jogokat jelzi, nem szolgál a cikkben szereplő információk forrásmegjelöléseként.